# 伊士曼柯达公司

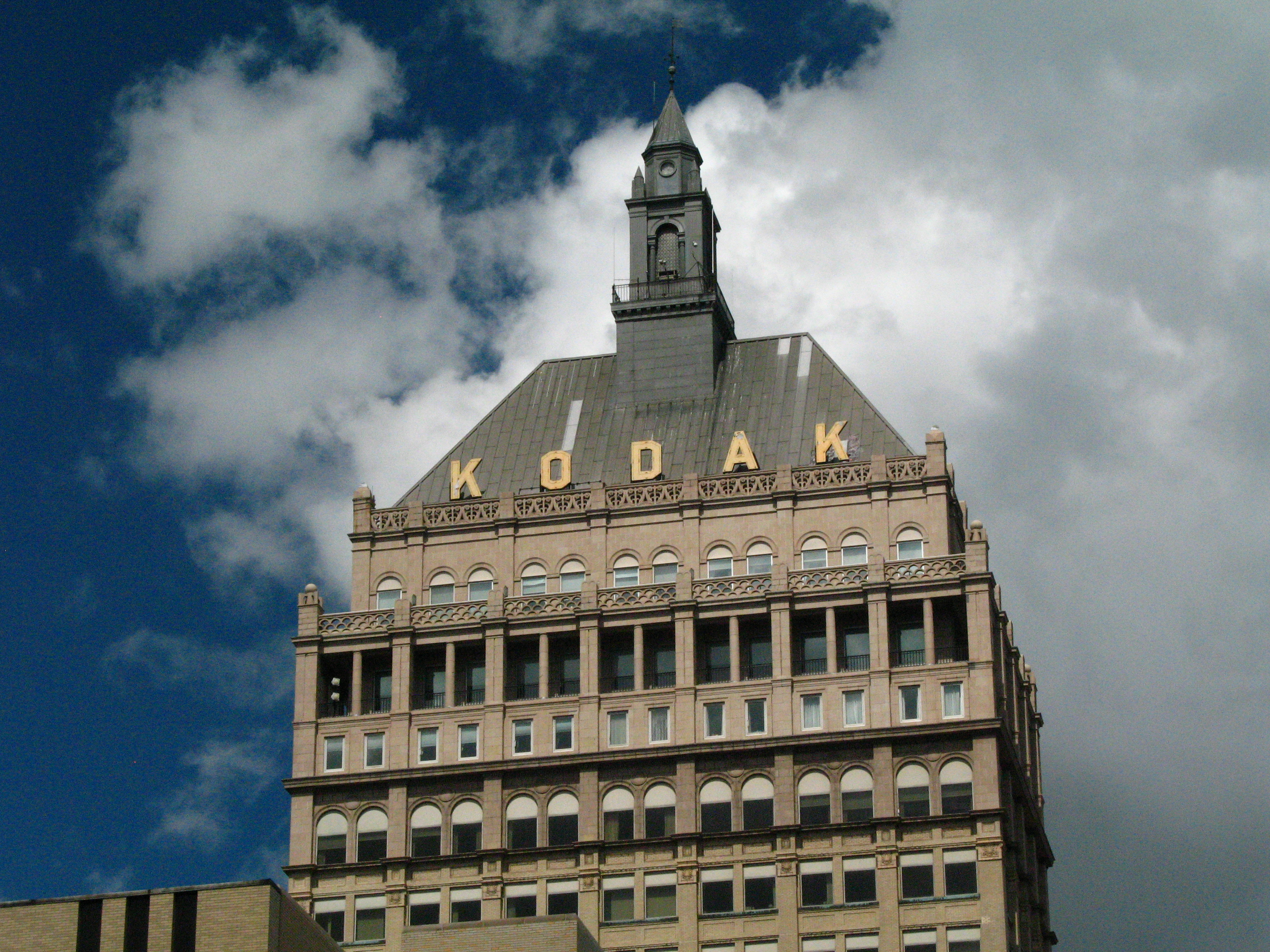
公司总部大楼顶部

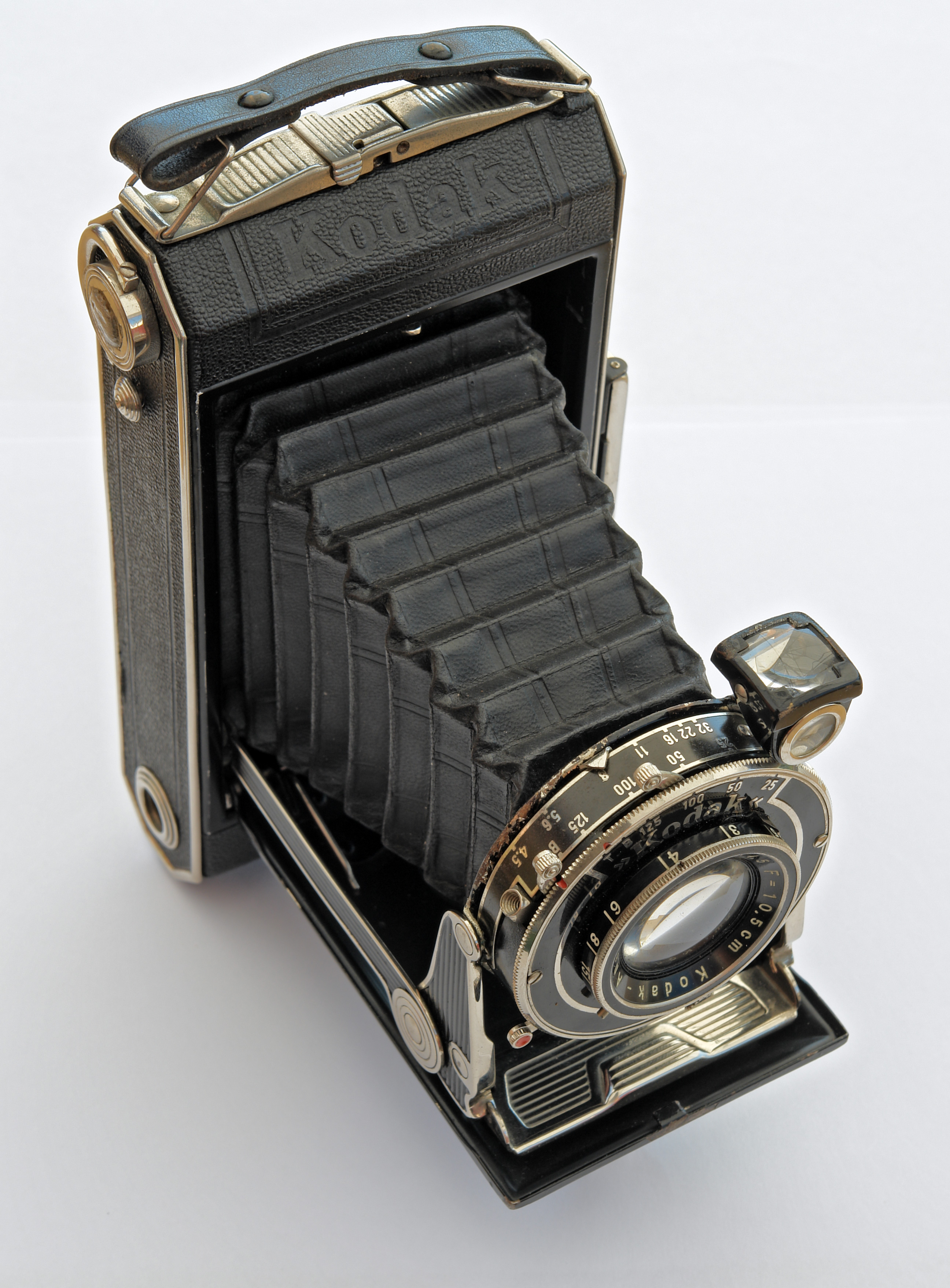
柯达1936年出品的沃伦达620相机

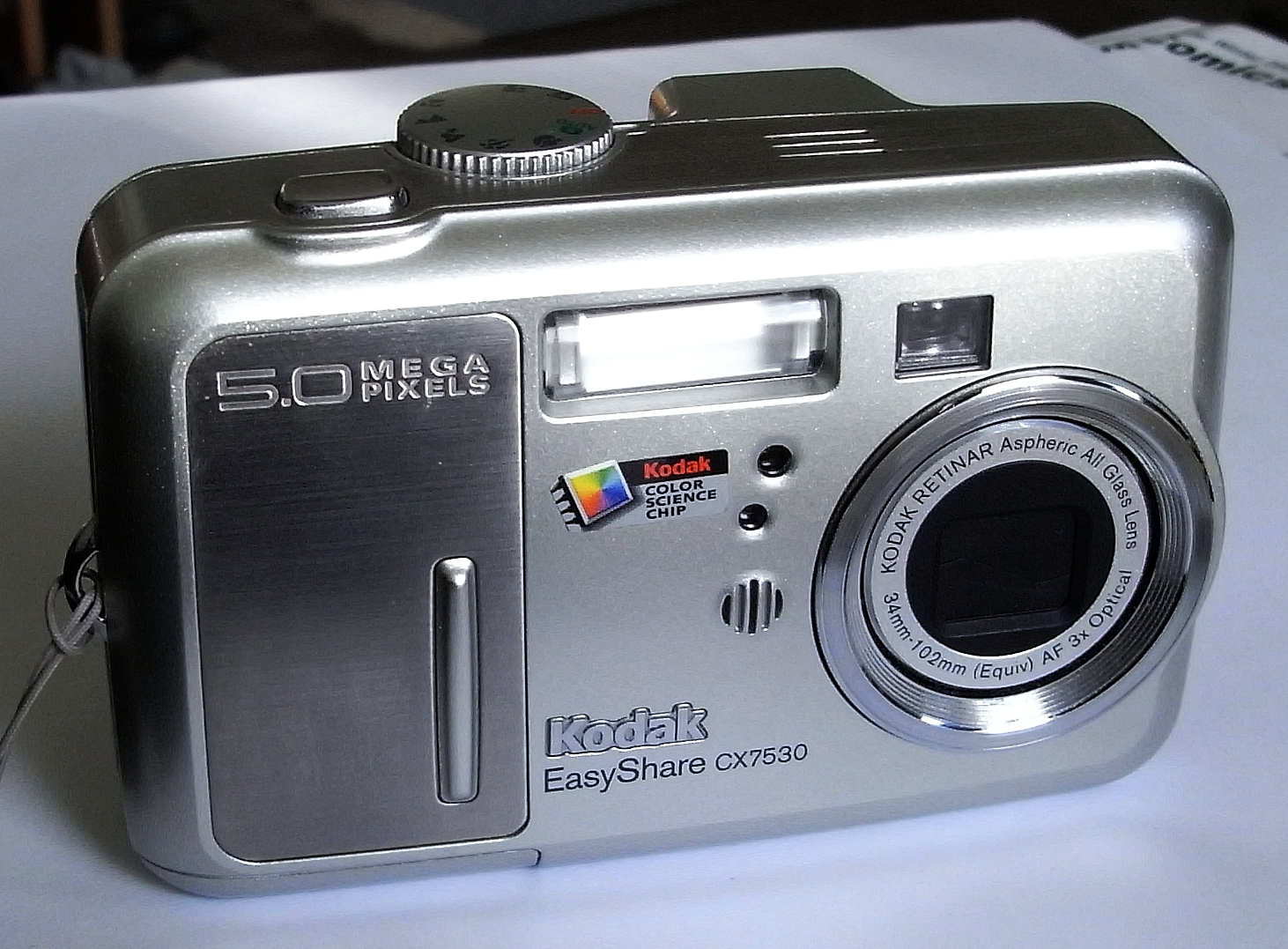
EasyShare CX7530

伊士曼柯达公司（英語：Eastman Kodak Company，简称柯达）是一家美国大型跨国摄影器材公司。柯达公司的前身是由发明家乔治·伊士曼和商人亨利·斯壮在1881年建立的“伊斯曼乾版公司”（Eastman Dry Plate Company）。该公司总部位于美国纽约羅徹斯特。
作为胶片和第一部给非专业人士使用的相机的研发者，例如布朗尼（Brownie）和Instamatic，该公司仍然是世界上最大的胶片供应商之一，包括业余和专业市场。它也进入了其他影像相关领域（例如医疗影像），并继续致力于在不断增长的数码摄影和数码成像行业获得更坚实的立足点。
该公司前身为“伊士曼公司”，后由于生产的第一部傻瓜型胶卷相机名为“柯达”（Kodak），遂改名。乔治·伊士曼在被人问及此事时回答说：“从语言学上说，‘Kodak’这个词就像婴儿说的第一个‘goo’一样毫无意义——简洁、突兀、甚至有点粗鲁，字面上两端都由坚定不妥协的辅音字母截断，听起来就像你面前的相机快门声一样干脆。这就是最好的名字！”该款相机获得巨大成功，“柯达”这个词由此被加入到公司的名称中。

## 大事件
1880年，乔治·伊斯曼在美国纽约州的罗切斯特成立了“伊斯曼干版制造公司”，利用自己研制的乳剂配方制作照相机用干版胶片。
1888年，伊斯曼公司正式推出了柯达盒式相机，和那句著名的口号：“你只需按动快门，剩下的交给我们来做。”
1891年，发明家托马斯·爱迪生借助乔治·伊斯曼开发的软胶卷，发明了首款电影摄影机。柯达公司借此机会进入了电影胶片领域，并一直保持垄断地位。
1895年11月8日，德国物理学家伦琴无意间发现了X射线。当年圣诞节前夕，伦琴用Kodak胶片拍摄了世界上第一张X光照片。次年，柯达公司进入X光商业摄影领域，推出了第一种专为拍摄X光而设计的相纸。
19世纪末，伊斯曼大举进军世界市场，在德国、法国、意大利等欧洲国家设立了销售机构，并很快在欧洲建立了销售网。
1900年，柯达公司又开发出了盒式相机，售价1美元。勃朗宁相机因其简单廉价，其多种改进型持续生产了半个多世纪。
20世纪初，柯达的产品已打入南美洲和亚洲。直至1908年，柯达公司的全世界雇员已经超过了五千人。
1930年，柯达占世界摄影器材市场75％的份额，利润占这一市场的90％。
1935年，柯达开发出彩色胶片柯达克罗姆胶片（kodakchrome），这是全球第一款取得商业成功的彩色胶片，也是柯达最成功的产品之一。从1935年开始上市，克罗姆胶片共生产了74年。无数幅世界级的经典照片诞生在克罗姆上感光呈现。
1952年至1954年，柯達進入大中華区市場，並成立香港子公司。
1963年，柯达再次开发出革命性产品——傻瓜相机“instamatic”系列相机。从1963年至1970年，共有超过5000万架傻瓜相机被售出。
1966年，柯达胶片随着月球轨道1号飞行器记录了约翰·格林的太空之旅。
1975年，柯达应用电子研究中心工程师史蒂芬·沙森开发出了世界上第一台数码相机。这台数码相机以磁带作为存储介质，拥有1万像素。记录一张黑白影像需要23秒。这台“手持式电子照相机”的出现颠覆了摄影的物理本质。
1986年1月9日，柯达输掉了与宝利来的专利官司，因此退出了即时拍相机行业。
1994年，柯达快速彩色冲印店进入中国市场，并迅速扩张。至2003年，近8000家柯达冲印店布满了中國大小城市的主要街区，成为柯达（中国）乃至柯达（全世界）的利润之源。
2002年，柯达获得首次“公司平等指数”100%评级，该指数由人权运动基金会评定。并且在2003和2004年继续保持该评级。
2004年1月13日，柯达宣布将停止在美国、加拿大和西欧生产传统胶片相机。到2004年底，柯达将停止制造使用APS和35mm胶片的相机。胶片的生产还将继续。这些变化反映了柯达已将注意力转移到新兴的数码相機市场中。然而四月道瓊三十種工業股指數將柯達從名單中剔除，理由為柯達已是一家風光不再的公司。
2005年4月22日，柯達虧損1.42億美元，標準普爾將柯達信用評等一舉降至垃圾級，因為轉型數位市場太晚，已經很難賺到錢，且傳統底片市場雖然快速萎縮中但依然使柯達獲利金盆，一旦放棄就出現舊有領域棄守和新領域落後的青黃不接。
2009年，柯達歷史最久的柯達克羅姆膠捲幻燈片停產。2010年12月30日，全球最後一家可沖印柯達克羅姆幻燈片的美國堪薩斯州Dwayne's Photo停止該幻燈片的沖印服務。
2010年12月11日，美國標準普爾500指數成份股汰舊換新，以反應科技進步造成的興衰，在標準普爾已有74年歷史的伊士曼柯達也鞠躬下台。
2011年9月30日，有消息称柯达准备申请破产保护，致使其股票价格暴跌近54%，收于每股78美分，处于38年来最低点。10月4日，柯达否认公司提交了破产保护申请，公司股价又暴涨72%。
2012年1月19日，柯达及其美國子公司在紐約提交了破產保護申請，境外子公司不受破產保護條款約束。
2012年12月19日，柯達同意以5.25億美元（約40.95億港元），向以專利公司Intellectual Ventures（代表Apple和部分其它企業）及RPX Corporation（代表Google）為首的財團出售數碼影像專利。有關專利原本估值高達26億美元。
2013年1月24日，柯達（Kodak）宣布，已獲美國破產法院批准，向Centerbridge Partners LP融資8.44億美元完成重組，預期2013年年中將可脫離破產期。
美国当地时间2013年9月4日，柯达公司宣布完成破产重组，正式退出破产保护。
2013年9月，老柯达将旗下的个性化影像和文档影像业务出售，英国柯达退休金计划（KPP）完成对伊士曼柯达公司旗下文档影像和个性化影像业务的收购，创立了新公司Kodak Alaris（柯达乐芮），并被授权沿用柯达的商标。

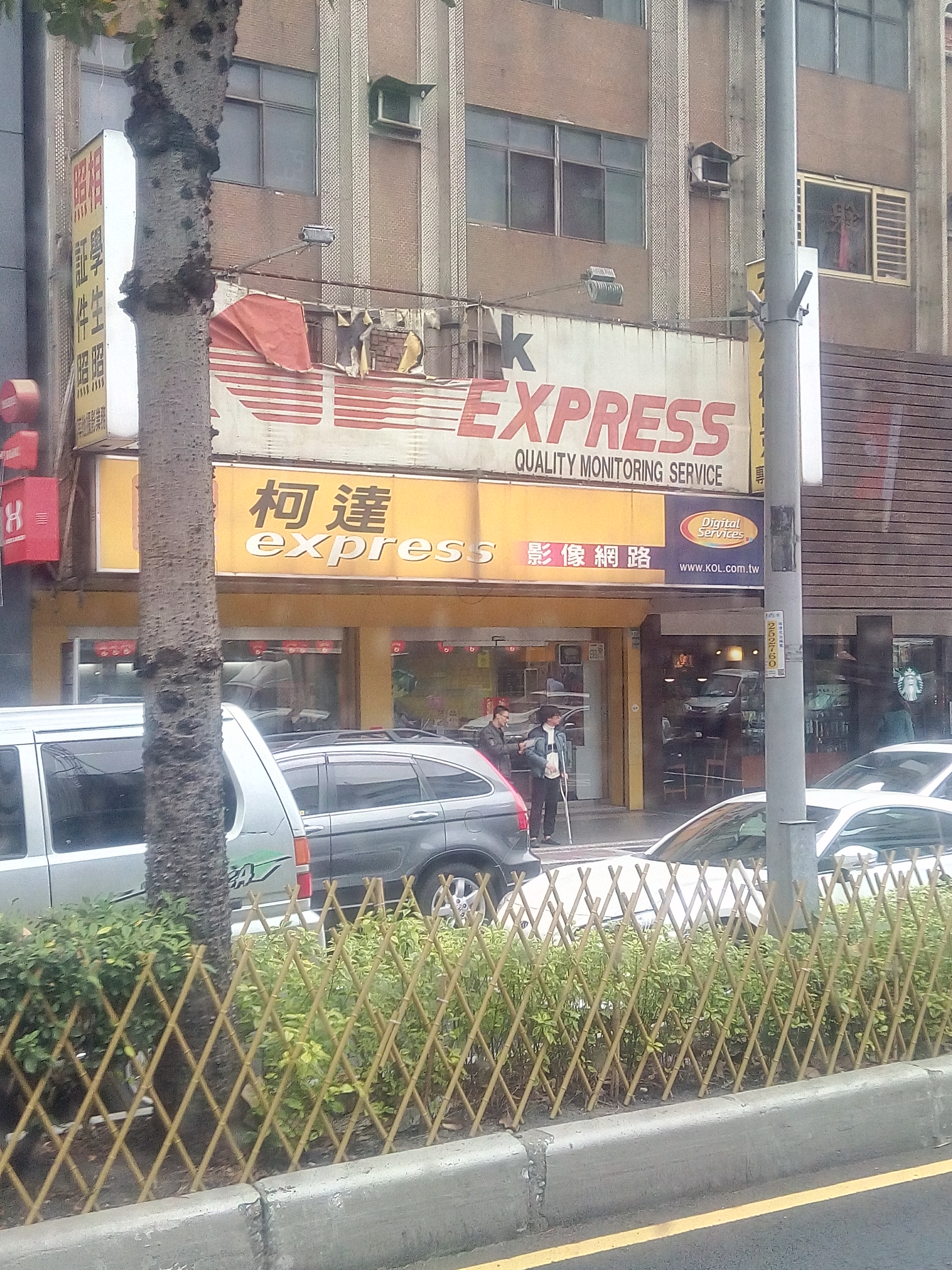
台灣一間柯達專門店

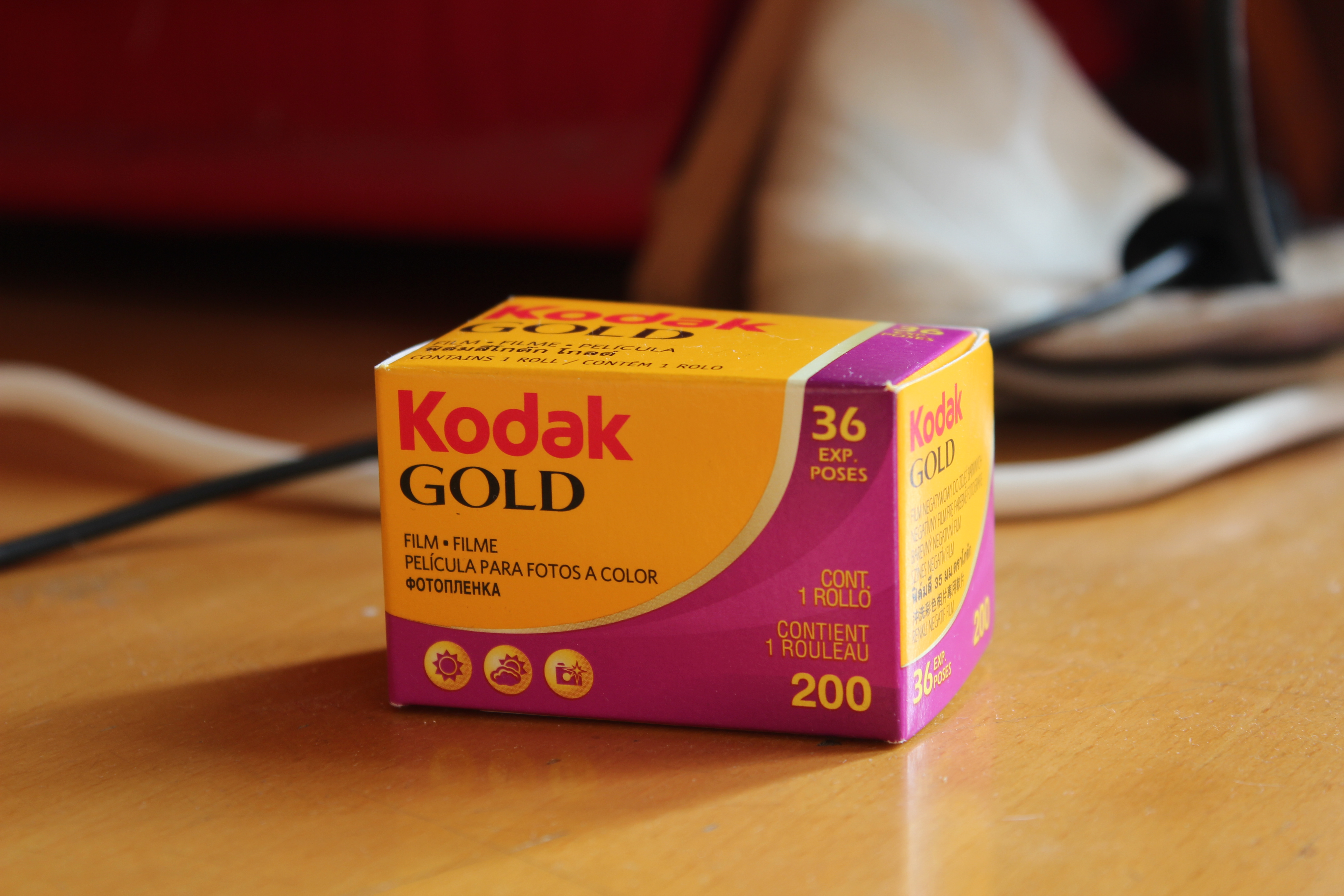
柯达金胶卷200型的零售包装，由柯达乐芮生产。

2018年1月，伊士曼-柯达公司的數字貨幣首次公開募資（ICO, Initial Coin Offering）于1月31日启动，对美国、英国、加拿大和其他挑选出来的国家的获认可投资者开放。伊士曼-柯达公司与WENN Digital联手。后者创建了KodakOne平台和KodakCoin加密货币。消息一发出，柯达股价应声而涨。

## 图书资源
- Changing focus: Kodak and the battle to save a great American company by Alecia Swasy  Publisher: New York : Times Business, 1997.  ISBN 0812924630